# Chlupáček (Pilosella)
Chlupáček (Pilosella) je rod rostlin z čeledi hvězdnicovitých (Asteraceae). Ve starších systémech byl řazen do příbuzného rodu jestřábník (Hieracium) jako jeho podrod. Patří k taxonomicky velmi složitým skupinám rostlin, především vlivem morfologické i genetické proměnlivosti jednotlivých druhů a jejich rozsáhlé hybridizace. Do rodu je aktuálně řazeno na 250 druhů rozšířených v temperátní Eurasii, od západní Evropy a severozápadní Afriky po Mongolsko a centrální Sibiř. Introdukovaně vyrůstají též v Severní Americe.

## Popis
Převážně vytrvalé byliny, chlupaté nebo lysé, s květy nejčastěji žlutými, ale též oranžovými, červenými či bělavými, pouze jazykovitými, uspořádanými v několika, mnoha či výjimečně i jediném vrcholovém úboru. Často mají podzemní nebo nadzemní výběžky, jimiž na stanovišti vytvářejí klonání kolonie; jen málo druhů roste trsnatě. Plodem jsou nažky s chmýrem, šířící se větrem.
Oproti rodu Hieracium se mnoho zástupců rodu Pilosella rozmnožuje jak výběžky, tak i semeny, zatímco pravé druhy rodu Hieracium se rozmnožují pouze semeny. U rodu Pilosella jsou navíc mnohé jednotlivé rostliny schopny vytvářet jak normální pohlavní, tak nepohlavní (apomiktická) semena; apomixie převažuje u hybridogenních, polyploidních taxonů. Ustálené hybridogenní druhy jsou plodné, častí náhodní hybridi jsou zpravidla sterilní. Rostliny rodu Hieracium naproti tomu vytvářejí semena takřka výhradně apomikticky.
Dalším rozdílem je, že všechny druhy rodu Pilosella mají listy s hladkými (celokrajnými) okraji, zatímco většina druhů rodu Hieracium má listy výrazně zubaté až hluboce vykrajované nebo dělené.

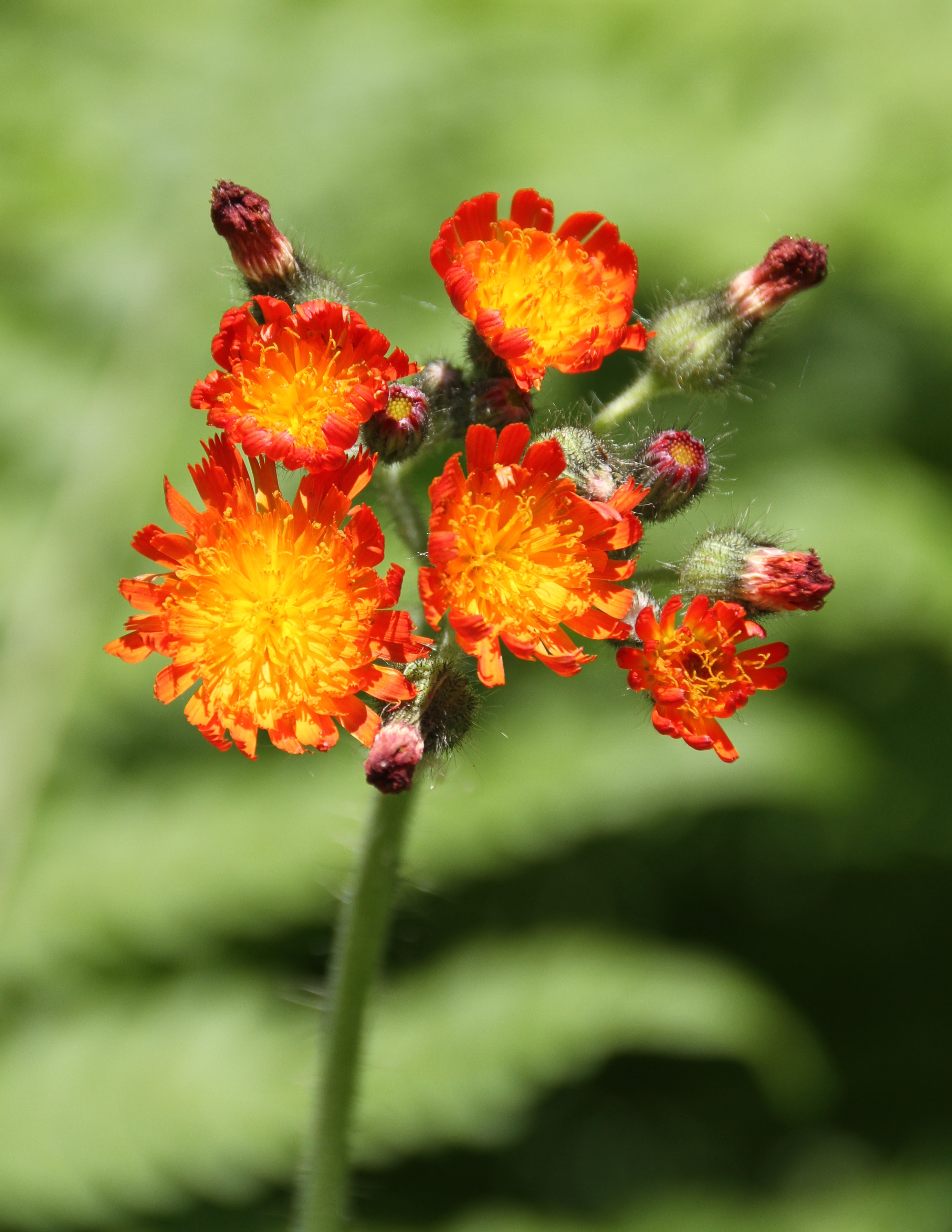
Květenství chlupáčku oranžového (Pilosella aurantiaca)

## Taxonomie
Rod patří ke kritickým taxonům rostlin, jejichž určování v terénu je často velice obtížné. Na vině je jednak velká morfologická proměnlivost jednotlivých druhů, jejich cytologická variabilita (tentýž druh se může například vyskytovat jako tetraploid, pentaploid i hexaploid) a především vzájemná hybridizace, a to i zpětná s původními rodiči, popřípadě vícenásobná, především na stanovištích, kde se pohromadě vyskytují jedinci několika potenciálních rodičovských taxonů, přičemž vznikají nepřehledné tzv. hybridní roje.
Stav, kdy vzniklo velké množství blízce příbuzných druhů, které navíc nejsou od sebe příliš odlišné, dal vzniknout systematické pomůcce, a to stanovením tzv. hlavních a vedlejších druhů. Hlavní druh je takový, který nese unikátní, dobře vyhraněnou, málo proměnlivou a dobře rozpoznatelnou sadu poznávacích znaků. Vedlejší druh je pak ten, který nese znaky nějakého dalšího, hlavního druhu, přičemž nemusí být nutně hybridního původu. Vzájemné vztahy se pak zapisují jako v následujícím případě:
- Pilosella rothiana (Pilosella echioides > Pilosella officinarum), což značí: Vedlejší druh chlupáček štětinatý (Pilosella rothiana) nese znaky hlavních druhů Pilosella echioides a Pilosella officinarum, má však blíže k prvnímu z nich.[5][3]

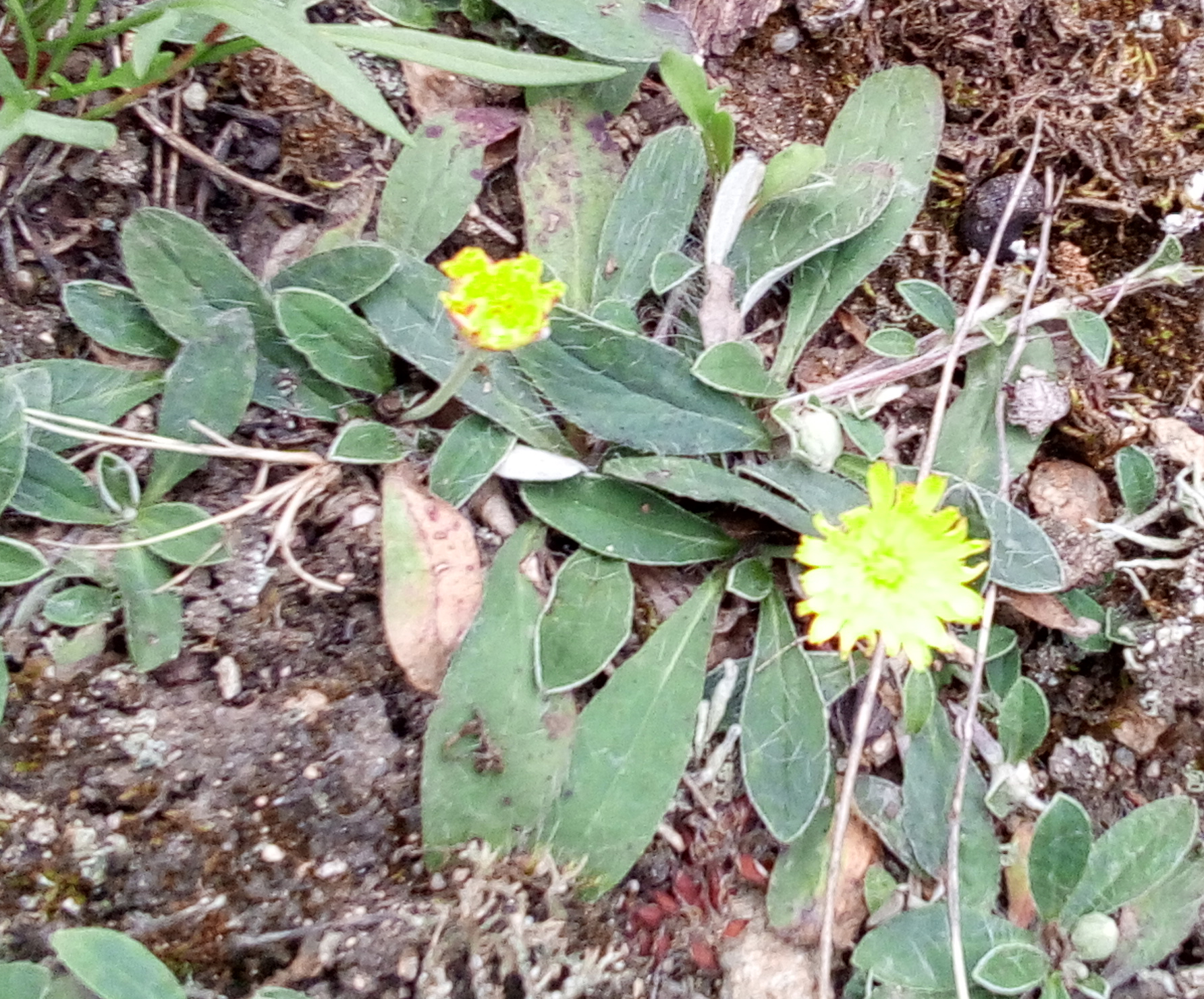
Chlupáček zední (Pilosella officinarum), rostliny se znatelnými nadzemními výběžky

## Druhy v Česku
V české květeně se vyskytuje asi 62 druhů chlupáčků, nepočítaje v to různé náhodně popsané křížence; z toho 10 je považováno za tzv. základní druhy (viz výše). Jimi jsou:
- Chlupáček Bauhinův (Pilosella bauhini) – termofytikum a teplejší mezofytikum, suché trávníky, lesní lemy, ruderály
- Chlupáček hadincovitý (Pilosella echioides) – pouze jižní Morava a širší okolí Prahy, na živinami chudých skalních výchozech a v nezapojených suchých trávnících
- Chlupáček chocholičnatý (Pilosella cymosa) – suché trávníky, skalní výchozy, teplomilné doubravy
- Chlupáček myší ouško (Pilosella lactucella) – spíše chladnější oblasti, acidofilní a bezkolencové louky, slatiniště
- Chlupáček oněžský (Pilosella onegensis) – roztroušeně ve východní polovině republiky, podhorské a horské louky
- Chlupáček oranžový (Pilosella aurantiaca) – alpínské a subalpínské louky, zplaněle též v nižších polohách
- Chlupáček trsnatý (Pilosella caespitosa) – roztroušeně na lukách v mezofytiku
- Chlupáček úzkolistý (Pilosella piloselloides) – roztroušeně na většině území, podhorské louky, suché trávníky, písčiny, ruderály
- Chlupáček velkoúborný (Pilosella leucopsilon) – pouze jižní Morava, suché trávníky a teplomilné doubravy
- Chlupáček zední (Pilosella officinarum) – běžný v celé republice, nezapojené trávníky, skalní výchozy[3][4]